# Elbersdorf (Saksen)
Elbersdorf is een dorp in de gemeente Dürrröhrsdorf-Dittersbach dat behoort tot de Landkreis Sächsische Schweiz-Osterzgebirge in de deelstaat Sachsen.
Het dorp ligt aan de rivier de Wesenitz en is bekend om de Belvedere Schöne Höhe: een berg met op de top een neogotisch kasteel met een belvédère (zie foto).
Elbersdorf telt 370 inwoners.

## Afbeeldingen

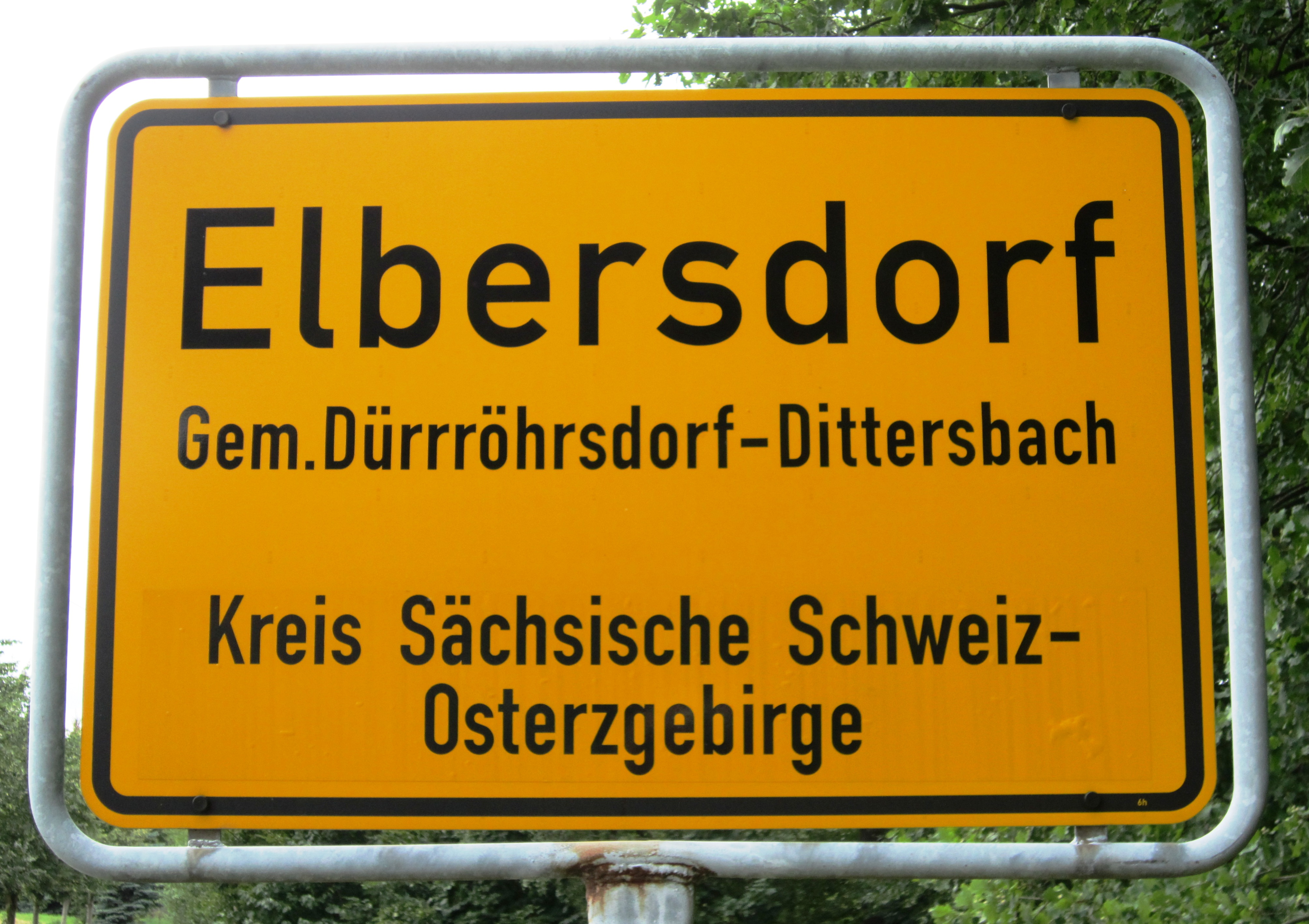
plaatsnaambord Elbersdorf
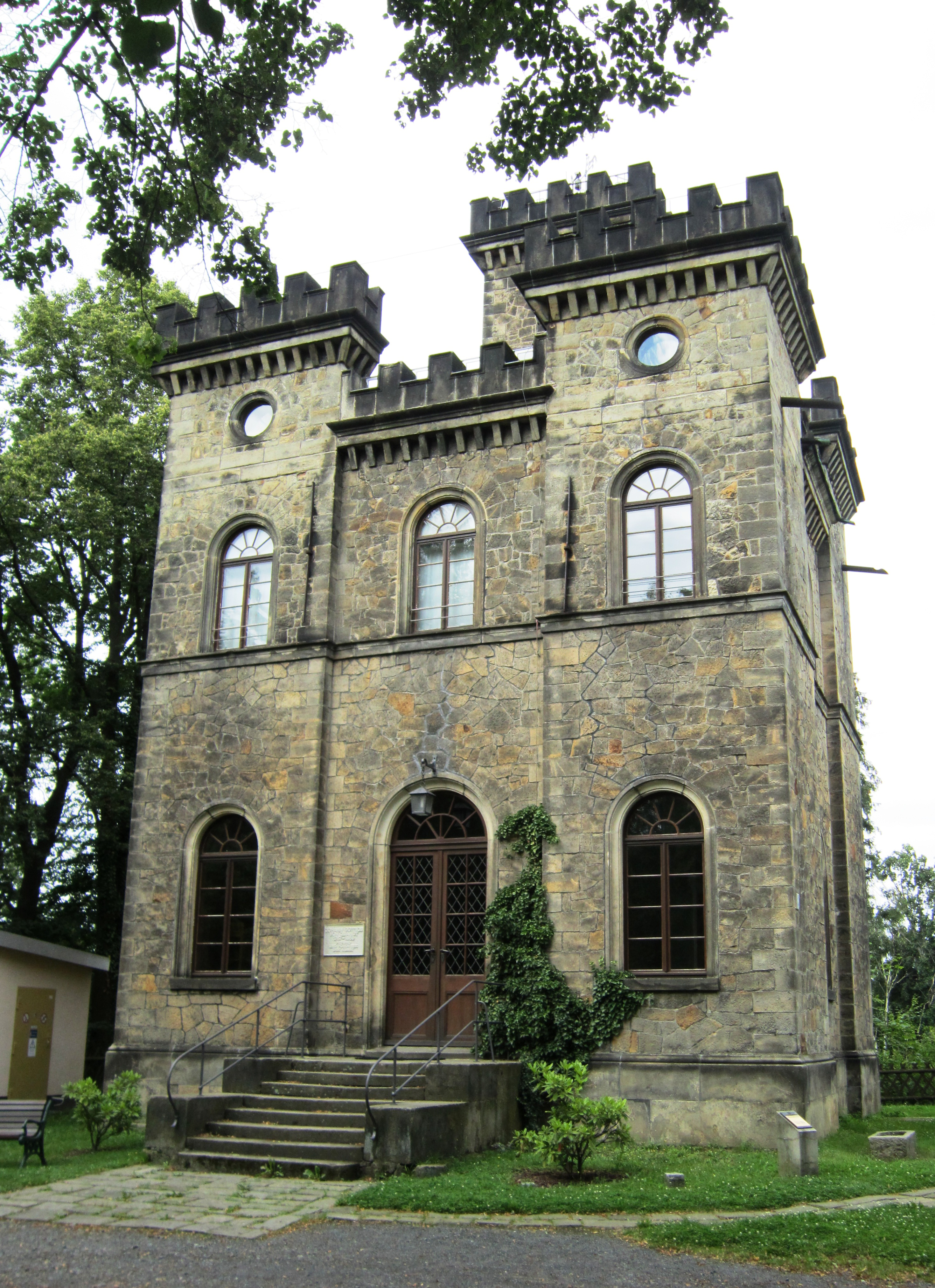
Belvedere Schöne Höhe